# 아시아문화중심도시
아시아문화중심도시[亞細亞文化中心都市]는 문화예술 교류를 통해 문화적 창의성을 높이고 아시아 국가간 협력의 구심점을 마련하기 위하여 추진된 중장기 정책(조성기간 2004년 ~ 2028년)으로 정치·경제·문화자원의 수도권 집중에 따른 폐해를 극복하고 미래형 도시발전모델을 창출하기 위한 국가균형발전사업이다. 노무현 대통령의 대선 공약으로 2003년 ‘아시아문화중심도시 광주 조성계획 보고회’를 통해 국책사업으로 추진되어 왔다.

## 근거 법률
- 아시아문화중심도시 조성을 목표로 「아시아문화중심도시 조성에 관한 특별법」(이하 ‘아특법’)과 같은 법 시행령에 근거하여 수립되는 법정계획
- 「아특법」 제5조 제3항에 아시아문화중심도시조성 종합계획을 5년마다 수정, 보완하도록 명시되어 있음

| 제5조(종합계획의 수립) ①문화체육관광부장관은 아시아문화중심도시의 조성을 촉진하기 위하여 다음 각 호의 사항을 포함하는 아시아문화중심도시 조성을 위한 기본적이고 종합적인 계획(이하 "종합계획"이라 한다)을 수립ㆍ시행한다. ②문화체육관광부장관은 종합계획을 수립하는 때에는 광주광역시장, 종합계획과 관련이 있는 관계 중앙행정기관 및 지방자치단체의 장과 미리 협의한 후 제29조 의 규정에 따른 아시아문화중심도시 조성위원회의 심의를 거쳐 대통령의 승인을 얻어야 한다. ③문화체육관광부장관은 종합계획을 5년마다 수정ㆍ보완하여야 한다. ④문화체육관광부장관은 제1항 및 제2항의 규정에 따라 종합계획을 수립하거나 제3항의 규정에 따라 그 내용을 수정ㆍ보완한 때에는 이를 지체 없이 관계중앙행 정기관의 장 및 광주광역시장 등 관련 지방자치단체의 장에게 통보하고 일반인이 공람할 수 있도록 공고하여야 한다. ⑤제1항의 규정에 따라 수립한 종합계획을 변경하는 경우에는 제2항의 규정을 준용한다. 다만, 대통령령이 정하는 경미한 사항을 변경하는 경우에는 그러하지 아니하다. |

## 연혁
- 2002년 12월 14일 16대 노무현 대통령후보 “광주문화수도 육성” 선거공약 발표
- 2003년 4월 8일 노무현 대통령 광주문화수도 육성계획 특별홍보 지시
- 2003년 5월 18일 노무현 대통령, 광주를 “아시아 문화예술메카 육성” 발표
- 2003년 11월 7일 "아시아문화중심도시 광주 조성계획" 보고회 개최
- 2004년 9월 9일 문화중심도시조성추진기획단 광주사무소 개소식. 문화전당 건립예정부지 ‘전남도청 일원' 확정
- 2005년 12월 7일 국립아시아문화전당 착공식 개최(광주)
- 2008년 4월 21일 국립아시아문화전당 건축공사 착공
- 2008년 6월 10일 국립아시아문화전당건립 기공식
- 2008년 10월 15일 아시아문화중심도시 백서(2004~2007) 제작 및 배포
- 2008년 12월 10일 국립아시아문화전당 건립공사 일시정지
- 2009년 2월 25일 국립아시아문화전당 공사 재개
- 2009년 3월 30일 ‘아시아문화중심도시 조성 2010년도 연차별실시계획(안)’ 문화체육관광부 승인
- 2009년 5월 20일 '국립아시아문화전당 개관·운영 계획(안)' 장관보고
- 2009년 9월 17일  2009년도 전당 5개원 운영체계 구축 추진사업 차관보고
- 2009년 9월 22일  문화체육관광부 장관, 10인대책위 정책협의회 개최
- 2010년 3월 25일  ‘아시아문화중심도시 조성 2011년도 연차별 실시계획안’ 승인
- 2010년 4월 19일  '국립아시아문화전당 운영총괄계획' 발간
- 2010년 11월  '아시아문화중심도시 백서(2009)' 제작 및 배포
- 2011년 4월 15일  '국립아시아문화전당 운영총괄계획' 발간
- 2011년 9월 아시아문화중심도시 백서(2010) 제작 및 배포
- 2012년 4월 18일  ‘아시아문화중심도시 조성 2013년도 연차별 실시계획안’ 승인
- 2012년 9월 3일  '아시아문화중심도시 백서(2011)' 제작 및 배포
- 2013년 2월 13일  '아시아문화중심도시조성위원회 종합계획 수정계획(안)' 심의
- 2013년 3월 29일  '아시아문화중심도시 조성 2014년도 연차별 실시계획안' 승인
- 2013년 5월 23일  아시아문화중심도시 종합계획 수정계획 확정 및 관보 게재
- 2013년 12월  '아시아문화중심도시 백서(2012)' 제작 및 배포
- 2014년 3월 28일  ‘아시아문화중심도시 조성 2015년도 연차별 실시계획안’ 승인
- 2014년 12월  '아시아문화중심도시 백서(2013)' 제작 및 배포
- 2015년 3월 13일 「아시아문화중심도시 조성에 관한 특별법」 일부개정
- 2015년 6월 1일  아시아문화중심도시 조성에 관한 특별법 시행령 일부 개정
- 2015년 7월 13일 아시아문화중심도시추진단 직제개편
- 2015년 11월 25일 국립아시아문화전당 공식 개관
- 2016년 9월 5일  아시아문화중심도시 조성에 관한 특별법 시행령 개정
- 2017년 7월 19일 아시아문화중심도시 조성사업 활성화 관련 지역공약 이행방안 공표
- 2018년 8월 아시아문화중심도시조성 종합계획 수정계획 발표(7대 문화권 → 5대 문화권 개편 내용 반영)
- 2021년 3월 아시아문화중심도시 조성에 관한 특별법 개정
- 2022년 1월 국립아시아문화전당재단 출범
- 2022년 2월 '아시아문화중심도시 조성 종합계획 수정계획안(2022~2028)' 조성위원회 심의･의결
- 2022년 3월 '아시아문화중심도시 조성 종합계획 수정계획안' 승인

## 문화권 조성

### 구) 7대 문화권 조성(2007년 종합계획, 2013년 수정)
| 문화권                                                       | 기능 및 성격 | 문화 거점(프로그램) |
| ------------------------------------------------------------ | --- | --- |
| 문화전당권 (국립아시아문화전당 일원)                         | 문화전당과 밀접한 연계 속에 도시의 문화에너지가 지속적으로 순환·축적· 재생산되는 발아(發芽)지점 5.18광장, 충장로, 금남로, 예술의 거리, 서석로 주변 구도심                          | - 국립아시아문화전당 - 예술인공방거리 - 도심캠퍼스 - 아시아음식문화거리                                                        |
| 아시아문화교류권 (사직공원, 양림동 일원)                     | 아시아의 다양한 문화가 일상적으로 집적·교류·생산·판매·유통되는 공간 - 근대역사의 대표적 수용지 - 개화기 선교사 건축, 전통가옥 등문화유산 풍부                                      | - 문화예술인·인권활동가 체류활동지원센터 - 공방거리(향토예술체험) - 아시아음악타운 - 아시아문화원거리 - 사직공원 문화환경 정비 |
| 아시아신과학권 (광산구 비아동 일원)                          | 아시아가 지니는 다양한 가치를 과학적으로 연구·발굴하여 실용적 기술로 활용하는 방안을 모색하는 공간 광주과학기술원, 첨단과학단지 등 인근 산·학·연 연결망 구축 용이                  | - 아시아지식연구소 - 아시아의학연구소                                                                                          |
| 아시아전승문화권 (대촌, 칠석동, 효천역세권)                  | 아시아의 사고방식·행위양식과 놀이 문화의 가치체계·원리를 계승하여 재미와 가치, 경제적 수익의 추구를 통해 현재화하는 공간 고싸움 전승관, 남도문화, 테마공원 등 민속놀이 보존·보전   | - 아시아전승놀이테마파크 - 아시아전승문화공연장 - 아시아전승문화아카데미                                                       |
| 문화경관생태환경보존권 (무등산·광주호 및 영산강·황룡강 일원) | 생태적으로 건강한 자연환경을 유지하고 자연과의 소통 및 체험관광을 통해 지속가능한 삶을 추구하는 공간 대표적 주산, 상징적 산악지구, 자연환경 보전 지역                              | - 생태문화공원, 아시아자연문화연구센터 - 친환경 생태·예술시범단지 - 영산강 하천 습지생태원 - 의재로 문화의 거리 조성           |
| 교육문화권 (미륵동 공군탄약고 부지)                          | 교육문화의 가치와 철학을 집중 투여 하고 실현하고 일상 활동에서도 교육 문화가 스며드는 공간 군사보호시설 50만평 인접 미래교육에 필수적인 생태환경                                   | - 교육문화시범단지 - 에듀파크,교육문화주거단지 - 에듀컬처 시범학교                                                             |
| 시각미디어문화권 (북구 중외공원 일원)                        | 첨단 미디어기술로 시민들이 자기표현·계발·리모델링의 기회를 찾을 수 있는 상호 소통형 미디어 문화공간 광주비엔날레 전시관, 중외공원, 국립광주박물관, 국립민속박물관 등 문화시설 밀집 | - 중외인터랙티브미디어파크 - 아시아색채문화센터 - 중외문화예술벨트 조성                                                        |

### 5대 문화권 조성(2018년 수정)[5]
| 문화권                                                               | 추진전략 | 추진사업                                                                                         |
| -------------------------------------------------------------------- | --- | ------------------------------------------------------------------------------------------------ |
| 문화전당․교류권 (구도심, 남구 양림동 일대, 광주공원)                 | 문화전당과 밀접한 연계 속에 도시의 문화에너지가 순환·축적·재생산되는 발아(發芽) 지점 - 문화전당 창·제작 콘텐츠 생산 기반 강화 - 5.18 정신과 문화다양성 가치 문화적 재현 - 문화전당권과 기존 문화교류를 포괄하는 교류사업 추진 - 근대문화자원의 시민문화교류 공간 활용                     | -아시아근대미술관 조성 -시민문화예술촌조성 -예술가 창조공방 조성 -광주 근대역사문화관 건립       |
| 융합문화과학권 (광산구 비아동 일대, R&D특구, 송암· 하남·소촌산단)    | 아시아가 지니는 다양한 가치를 과학적으로 연구·발굴하는 문화기술·콘텐츠 산업 집적 공간 - 4차 산업혁명의 문화예술적 효과 확대를 위한 융합과학 콘텐츠 생산 기반 구축 - 문화기술 연구·개발 및 핵심 인력 양성 - 인근 공업단지와 연계한 문화관광산업 개발                                       | -첨단실감콘텐츠 제작 클러스터 조성 -광아트 창의산업 육성 -융합과학산업밸리(Industry Valley) 조성 |
| 아시아공동체문화권 (남구 칠석·대촌·효천 일대, 포충사, 월봉서원 일원) | 아시아적 문화양식 및 원리를 계승한 전통문화를 창조적으로 계승하는 공간 - 전통문화 개념을 공동체 문화로 확장 - 공동체 계승을 위한 상징적인 문화축제 추진 - 공예 등 장인 기술의 문화관광 상품화                                                                                             | -아시아줄문화축제 개최 -공동체·전승문화 기반 교류 및 체험사업                                    |
| 미래교육문화권 (서구 마륵동 일대)                                    | 교육문화의 가치와 철학을 집중적으로 투여하고 실현하는 미래 혁신문화예술교육 공간 - 21세기 아시아 미래교육 모델 실험 - 새로운 삶의 방식을 위한 혁신적인 교육실험 프로그램 - 군사시설의 리모델링을 통한 문화와 사회의 융합교육 공간화 - 공군탄약고와 공군부대 이전을 전제로 장기과제로 추진 | -상상파빌리온 조성 -에듀컬처 시험학교 및 에듀타운 조성                                           |
| 시각미디어문화권 (중외공원 일대)                                     | 첨단 미디어기술로 광주를 대표할 상호 소통형 미디어 문화공간 - 광주의 시각미디어 예술을 대표하는 광주비엔날레 기반 확대 - 시민들의 문화예술의 일상화를 위한 종합 문화예술 체험과 휴식공간 조성 - 중·고등학생 대상 미래 세대를 위한 문화예술 전문교육 및 체험공간 조성                      | -광주비엔날레관 신축 -청소년 문화예술교육기반 조성 -문화예술교육특구 지정                        |

## 국립아시아문화전당 내 주요 시설[6]
| 구분             | 주요기능                                                                                    | 기능 및 성격 | 기능 및 성격 |
| ---------------- | ------------------------------------------------------------------------------------------- | --- | --- |
| 문화정보원       | 아시아문화에 대한 연구, 자료수립 및 교육을 통해 새로운 아시아문화 콘텐츠 창제작의 기반 역할 | 열린도서관 (라이브러리 파크)                                                                                    | 아시아문화 관련 도서관, 아카이브와 전시관 기능이 결합된 복합공간(Larchivium)                                              |
| 문화정보원       | 아시아문화에 대한 연구, 자료수립 및 교육을 통해 새로운 아시아문화 콘텐츠 창제작의 기반 역할 | 아시아문화연구소와 아시아문화아카데미                                                                           | 아시아문화 관련 다양한 연구·교육, 커뮤니티 프로그램 및 관련 부대행사가 가능한 연구실, 강의실, 국제회의실 및 시민소극장 등 |
| 아시아문화정보원 | 예술·기술 융합 등 신개념 콘텐츠의 창·제작과 시현 공간                                       | 복합전시관 (1~6관)                                                                                              | 신개념 전시·체험 콘텐츠를 수용할 수 있는 다목적·대규모 공간/시설                                                          |
| 아시아문화정보원 | 예술·기술 융합 등 신개념 콘텐츠의 창·제작과 시현 공간                                       | 창제작센터 | 실제 콘텐츠 창제작·실험이 가능한 대형 스튜디오(기계조형, A/V, 복합 등 3개소)와 랩 공간/시설                               |
| 예술극장         | 다양한 실험적 공연, 콘텐츠의 시현 공간                                                      | 극장1 | 국내 최대 규모(최대 1,120석)의 개폐·가변형 공연시설(블랙박스형)                                                           |
| 예술극장         | 다양한 실험적 공연, 콘텐츠의 시현 공간                                                      | 극장 2 | 전통적 형태(프로시니엄)의 중극장(512석)                                                                                   |
| 예술극장         | 다양한 실험적 공연, 콘텐츠의 시현 공간                                                      | 아틀리에(2) | 공연 연습과 교육·워크숍 공간                                                                                              |
| 어린이문화원     | 어린이·가족 대상 아시아 문화 기반 다양성 인식 교육·확산                                     | 어린이 눈높이에 맞는 교육체험관, 강의실(창작실험실), 어린이 도서관, 어린이극장 등 시·공연·체험·교육 등 복합공간 | 어린이 눈높이에 맞는 교육체험관, 강의실(창작실험실), 어린이 도서관, 어린이극장 등 시·공연·체험·교육 등 복합공간           |
| 민주평화교류원   | 5.18 민주화 운동의 민주·평화·인권 가치를 국내·외 확산 및 전파                               | 옛 전남도청 보존건물군 6개동 복원 예정(전남도청 본관·별관·회의실, 경찰청 본관·민원실 및 상무관)                 | 옛 전남도청 보존건물군 6개동 복원 예정(전남도청 본관·별관·회의실, 경찰청 본관·민원실 및 상무관)                           |
| 옥외공간         | 공연·전시 시현과 시민 휴식공간                                                              | 아시아문화광장, 나눔광장, 하늘마당(녹지), 열린광장 등 도심 광장(공원)과 국내 최대 미디어월(75×16m)              | 아시아문화광장, 나눔광장, 하늘마당(녹지), 열린광장 등 도심 광장(공원)과 국내 최대 미디어월(75×16m)                        |

## 투자 비용[7]
| 구분       | 총 소요       | 국비           | 지방비         | 민자           |
| ---------- | ------------- | -------------- | -------------- | -------------- |
| 금액(비율) | 5.3조원(100%) | 3.3조원(61.8%) | 0.8조원(14.9%) | 1.2조원(23.3%) |

※ 투자규모 및 정부 재정분담은 향후 변경 가능

## 사건·사고 및 논란

### 문화기술연구원
2011년 11월 16일 문화산업진흥기본법 개정안이 국회 문화체육관광방송통신위원회를 통과해 아시아문화중심도시 조성사업의 핵심인 문화기술(CT)연구원 광주 설립이 탄력을 받을 전망이다. CT연구원 광주 설립은 이명박 대통령이 공약사항으로 발표하고 지난 2007년 아시아문화중심도시 종합계획에 반영됐음에도 불구, 수년간 제자리걸음을 해 왔다.
장병완 의원이 대표 발의한 문화산업진흥법 개정안은 CT연구원을 법인으로 설립하고 연구원의 설립·시설 및 운영 등에 필요한 경비를 정부 예산의 범위에서 보조할 수 있도록 하는 내용을 담고 있다. 법안이 통과되면 2012년에 준비위원회가 구성되고 2013년 1월에는 CT연구원이 출범하게 된다.

## 같이 보기
- 행정중심복합도시
- 기업도시
- 혁신도시
- 신도시